# Elmar Trenkwalder

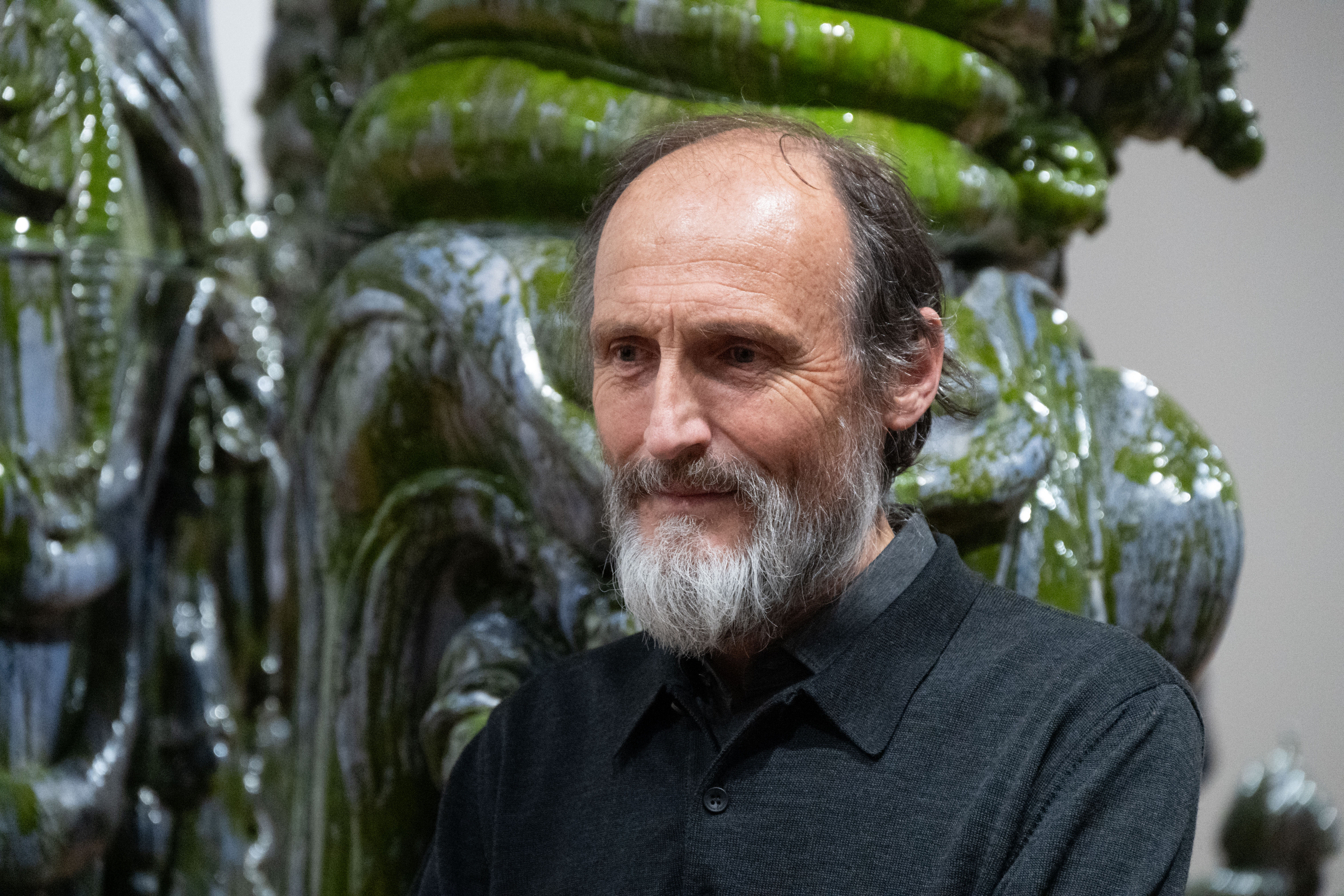
Elmar Trenkwalder (2025)

Elmar Trenkwalder (* 1959 in Weißenbach am Lech) ist ein zeitgenössischer österreichischer Bildhauer.

## Leben und Werk
Trenkwalder studierte von 1978 bis 1982 Malerei an der Akademie der bildenden Künste Wien bei Max Weiler und Arnulf Rainer. Nach Beschäftigung mit der Malerei wandte er sich Mitte der 1980er Jahre der Keramik zu. Sein Werk ist gekennzeichnet durch opulente und raumgreifende Skulpturen, die in ihrem fantastischen, überbordenden Detailreichtum an prunkvolle Architekturen des Barock und Rokoko erinnern.
Trenkwalder ist Mitglied der der Künstler:innen Vereinigung Tirol. Er lebt und arbeitet in Innsbruck.

## Auszeichnungen
- 1991 Preis der Stadt Wien beim 22. Österreichischen Graphikwettbewerb[2]
- 1993 Anton-Faistauer-Preis
- 2004 Salzburger Keramikpreis[6]
- 2015 Tiroler Landespreis für zeitgenössische Kunst[7]

## Ausstellungen (Auswahl)
- 1994 Taxispalais – Kunsthalle Tirol
- 1995 Keramikwochen Gmunden, Hipp-Halle: Keramik – Skulpturen und Malerei
- 1996 Kunsthaus Zürich
- 1997 Biennale Lyon[4]
- 2005 Musée de Louvre Paris[4]
- 2007 Zona Ovest / Westösterreich im Dialog. Biblioteca Nationale, Turin, Mit Norbert Pümpel, Lois Weinberger und Franziska Weinberger, Peter Kogler, Gottfried Bechtold u. a. Kurator: Christoph Bertsch[8][9]
- 2012 Kunsthalle Krems
- 2013 Museum Liaunig, Neuhaus in Kärnten, Beteiligung[10]
- 2017 Centre Georges-Pompidou, Paris[4]
- 2018 Engel über Licht und Schatten – vom erlösenden Schweigen der Form. Kunstraum Dornbirn[11]
- 2018 Museum der bildenden Künste Leipzig[4]
- 2022 Garden of Earthly Delights. Museum Beelden aan Zee, Den Haag[12]
- 2024 Academy of Ceramics Gmunden, Gmundner Keramik.[13]
- 2025 Schlossmuseum Linz[4]

2014 gestaltete er den Eingangsbereich der Alten Residenz im DomQuartier Salzburg.